# Херпель, Франц
Франц Карл Херпель (Герпель; нем. Franz Carl Herpel; 28 января 1850, Воронеж — 4 февраля 1933, Кёнигсберг) — немецкий художник-маринист.

## Биография

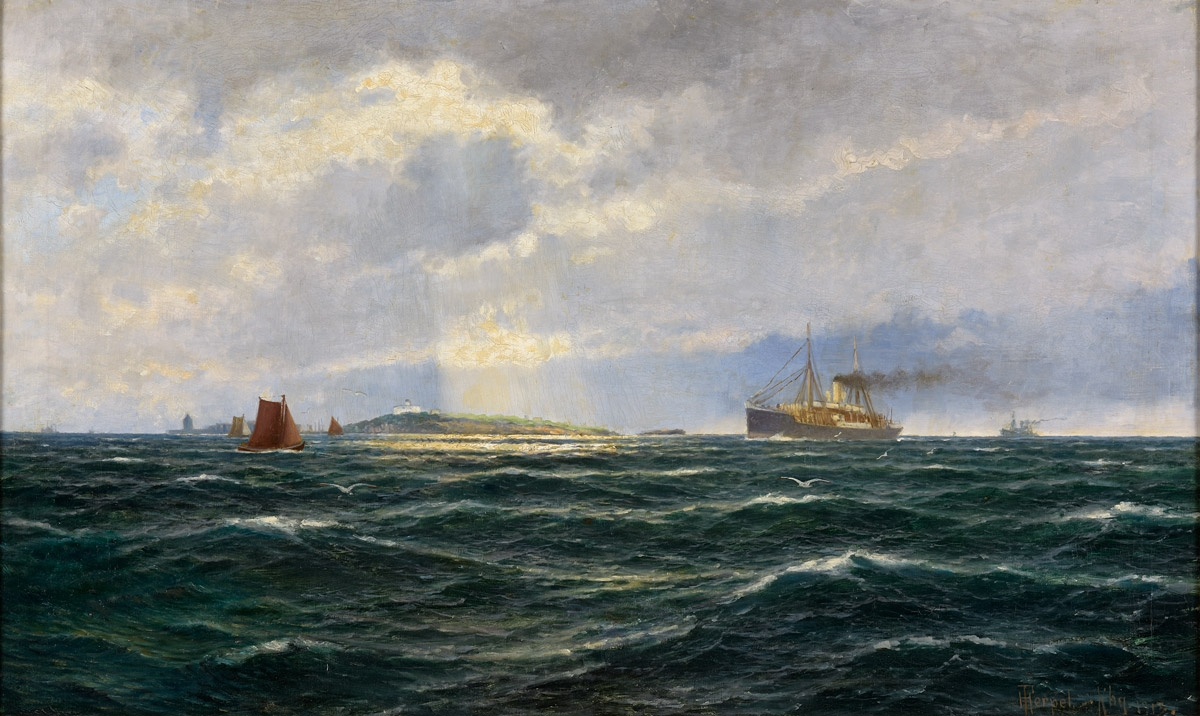
Корабли в Балтийском море, 1913, частное собрание

Родился в Воронеже в семье немецкого коммерсанта, вскоре вместе с семьёй вернулся в Германию. В 1874 году окончил Кёнигсбергскую академию художеств, ученик Людвига Розенфельдера. Работал в Кёнигсберге. 
В 1878 году дебютировал на крупной общегерманской выставке в Берлине. В дальнейшем систематически выставлял работы в Мюнхене, Ганновере, Дрездене, Гамбурге и других немецких городах, регулярно участвовал в академических выставках в Берлине. Приобретя в 1884 году собственную яхту, часто совершал морские путешествия в Данию, Францию, Англию, Бельгию, Голландию и до конца жизни состоял в старейшем германском яхт-клубе Rhe. 
В период 1885—1895 годов, когда произошло сближение Кайзеровской Германии с Османской империей, Херпель был приглашён в Турцию тогдашним главой германской военной миссии в Турции генералом Кольмаром фон дер Гольцем; работал в Константинополе, выполняя заказы турецкого султана Абдул-Хамида II.